# Whopper
Whopper is een handelsmerk van de internationale fastfoodketen Burger King.
De "Whopper" is een hamburger die bestaat uit een kwart pond onder vuur gegrilde rundvleesschijf, een sesambroodje, mayonaise, sla, tomaat, augurken, ketchup en uienringen. Men kan zelf kiezen uit hoeveel vleesschijven een Whopper moet bestaan: 1 is single, 2 is double ("Double Whopper"), 3 is triple ("Triple Whopper"). Ook kan men een Whopper bijvoorbeeld zonder tomaat bestellen, of met extra bacon en kaas. Tevens bestaat er de "Whopper Junior", dit is een kleinere variant die oorspronkelijk bedoeld is voor de kleinere trek of voor kinderen.
De smaak van de Whopper wordt verkregen door gebruik te maken van echt gegrild vlees. In tegenstelling tot andere fastfoodketens waar gebruikgemaakt wordt van verwarmde platen, wordt bij Burger King gebruikgemaakt van een flame grill (broiler).
De eerste Whopper werd gemaakt door James McLamore en David Edgerton in 1957. Het was het begin van Burger King. In die tijd werd in de Verenigde Staten een Whopper nog voor 37 dollarcent verkocht. Anno 2017 kost in Nederland een Whopper €4,45, een Double Whopper  € 5,45 en een Double steakhouse € 6,45. Jaarlijks worden er bijna 2 miljard Whoppers verkocht.
Voedingswaarden
| Grootte portie | 274 g    |
| kilocalorieën  | 644 kcal |
| Koolhydraten   | 45 g     |
| Vetten         | 30 g     |
| Suiker         | 8 g      |
| Eiwitten       | 26 g     |